# 愛あればこそ
『愛あればこそ』（あいあればこそ）はフジテレビ系ライオン奥様劇場枠で1973年11月12日から12月28日まで放送された連続テレビ映画である。カラー作品。全35回。

## 概要
「奥様劇場」第72作。不治の病に侵された夫と義弟とのはざまで愛に揺れるヒロインを描くメロドラマ。制作過程での仮題は『愛の影』。平均視聴率7.1％（ビデオリサーチ関東地区調べ）。

## 物語
浅川綾は建設会社勤務の光郎と結婚して二年。子供には恵まれないが理解ある姑邦江、出戻りの義妹房江の四人家族で幸せな毎日を送っていた。折しも部長昇進の内示があった日、光郎はマンションの建築現場で落ちかけた子供を助けようとして転落、一命は取り留めたものの脊髄を損傷し下半身不随になってしまう。それでも綾は光郎の回復に希望をつなぎ、夫の社会復帰に全力を尽くす。退院して自宅療養に入った光郎だったが、房江の不用意な言葉から下半身の麻痺が不治であることを知り、絶望のあまり睡眠薬を飲んで命を絶とうとした。発見が早く大事には至らなかったが、綾の実家矢島家では子供を授かる望みのない娘にこれ以上の辛苦をさせたくないと離婚を申し出、邦江も綾を思えばこそ受け入れようと懊悩する。仕事でハワイに常駐していた光郎の弟俊介が帰国した。誠心誠意サポートしてくれる俊介に、いつしか綾は感謝以上の感情を募らせていった。

## キャスト
- 浅川綾 …………… 進千賀子
- 浅川光郎 ………… 入川保則
- 浅川俊介 ………… 佐々木勝彦
- 浅川邦江 ………… 宝生あやこ
- 浅川房江 ………… 小磯マリ
- 矢島信造 ………… 松村彦次郎
- 矢島恒子 ………… 浜田寸躬子
- 矢島真紀 ………… 皆川妙子
- 門馬弁護士 ……… 和崎俊哉
- 木崎課長 ………… 佐原健二
- 大滝専務 ………… 河村弘二
- 八木沢刑事 ……… 生井健夫
- 中原悦子 ………… 藤山律子
- 芥川医師 ………… 富田浩太郎
- 中沢医師 ………… 松尾文人
- 大山医師 ………… 須永宏
- 西沢医師 ………… 入江正徳
- 角田刑事 ……… 森永双（後の滝沢双）
- 斉藤 ……………… 石立和男
- 加藤 ……………… 五木繁則
- ナレーター ……… 山内雅人

## スタッフ
- 脚本:田波靖男
- 監督:丸山誠治、鈴木英夫
- 音楽：小谷充
- プロデューサー：渡辺毅(東宝企画)、渡辺大年(フジテレビ)
- 制作：東宝企画・フジテレビ

## 主題歌
- 「危険な関係」
  - 作詞：阿久悠　
  - 作曲：曽根幸明
  - 編曲：高田弘
  - 歌：三田ひろし（ポリドール・レコード）

## 参考資料
- 「愛あればこそ」シナリオ決定稿
- 「テレビジョンドラマ」(放送映画出版)

| フジテレビ ライオン奥様劇場        | フジテレビ ライオン奥様劇場              | フジテレビ ライオン奥様劇場          |
| 前番組                             | 番組名                                   | 次番組                               |
| ---------------------------------- | ---------------------------------------- | ------------------------------------ |
| 裁きの家 （1973.9.17 - 1973.11.9） | 愛あればこそ （1973.11.12 - 1973.12.28） | 女たちの庭 （1973.12.31 - 1974.1.4） |